# ویپوما
ویپوما (انگلیسی: VIPoma؛ ‏‎/vɪˈpoʊmə/‎) یک تومور نادر درون‌ریز است که پپتید وازواکتیو روده‌ای (VIP) را به میزان زیاد تولید می‌کند. میزان بروز این تومور حدود ۱ در ۱۰٬۰۰۰٬۰۰۰ در سال است. تومورهای ویپوما معمولاً (حدود ۹۰٪) از سلول‌های غیر-بتا جزایر لانگرهانس منشأ می‌گیرند. این تومورها گاهی با نئوپلازی متعدد آندوکرین نوع ۱ (MEN-1) همراه هستند. تقریباً ۵۰–۷۵٪ از تومورهای ویپوما، سرطانی هستند، اما حتی زمانی که خوش‌خیم هستند، مشکلاتی ایجاد می‌کنند زیرا نوعی سندرم خاص ایجاد می‌کنند: مقادیر زیاد پپتید وازواکتیو روده‌ای باعث بروز یک اسهال آبی شدید و مزمن و در نتیجه کم‌آبی بدن، هیپوکالمی، آکلروهیدریا، اسیدوز، گرگرفتگی صورت و فشار خون پایین (به دلیل گشادشدن رگ‌ها)، هایپرکلسمی و هایپرگلیسمی می‌شوند. این سندرم به نام سندرم ورنر-موریسون (VMS)، سندرم دبلیودی‌اچ‌ای (از اسهال آبی–هیپوکالمی–آکلورهیدریا) یا سندرم وبایی لوزالمعده شناخته می‌شود. نام این سندرم به پزشکانی اطلاق می‌شود که نخستین‌بار آن را توصیف کردند.

## علائم و نشانه‌ها
ویژگی بالینی اصلی ویپوما اسهال آبکی مزمن است (حجم مدفوع در حالت ناشتا بیش از ۷۵۰ تا ۱۰۰۰ میلی‌لیتر در روز) که با علائم هیپوکالمی (کمبود پتاسیم) و کم‌آبی بدن همراه است. نیمی از بیماران اسهال نسبتاً ثابتی دارند، در حالی که نیم دیگر دچار دوره‌های متناوبی از اسهال شدید و متوسط می‌شوند. در حدود یک‌سوم از بیماران، اسهال کمتر از یک سال پیش از تشخیص وجود داشته است، اما در ۲۵٪ موارد، اسهال به مدت ۵ سال یا بیشتر قبل از تشخیص ادامه داشته است. علائمی مانند خستگی مفرط، ضعف عضلانی، تهوع، استفراغ و درد شکمی کرامپی (دردهای پیچشی) شایع هستند. هیپوکالمی و کاهش تحمل به گلوکز در کمتر از ۵۰٪ بیماران دیده می‌شود. آکلروهیدریا (عدم وجود اسید معده) نیز از ویژگی‌های بیماری است. در طول حملات اسهال، گاهی (به ندرت) گرگرفتگی‌هایی شبیه به سندرم کارسینوئید مشاهده می‌شود.

## تشخیص
علاوه بر علائم بالینی، اندازه‌گیری سطح پپتید وازواکتیو روده‌ای ناشتا پلاسما می‌تواند تشخیص را تأیید کند. همچنین برای یافتن محل تومور — که معمولاً در زمان تشخیص متاستاز داده است — از سی‌تی اسکن و «تصویربرداری با گیرنده سوماتوستاتین» استفاده می‌شود.
آزمایش‌های مورد استفاده:
- آزمایش‌های شیمی خون (پنل متابولیک پایه یا کامل)
- سی‌تی‌اسکن شکم
- ام‌آرآی شکم
- آزمایش مدفوع برای بررسی علت اسهال و اندازه‌گیری الکترولیت‌ها

- اندازه‌گیری سطح پپتید وازواکتیو روده‌ای در خون[۶]

این مجموعه از آزمایش‌ها به شناسایی تومور، بررسی شدت بیماری، و رد سایر علل اسهال کمک می‌کنند.

## درمان
اولین هدف درمان در بیماران مبتلا به ویپوما، اصلاح کم‌آبی بدن است. مایعات معمولاً از طریق تزریق وریدی (IV) تجویز می‌شوند تا مایعات از دست‌رفته به‌دلیل اسهال جایگزین شوند.
هدف بعدی، کاهش شدت اسهال است. برخی داروها می‌توانند به کنترل اسهال کمک کنند. اوکتروتاید، که یک شکل ساختگی از هورمون طبیعی سوماتوستاتین است، با مهار عملکرد پپتید وازواکتیو روده‌ای باعث کاهش اسهال می‌شود.
بهترین شانس برای درمان قطعی، جراحی برای برداشتن تومور است. اگر تومور به سایر اعضای بدن گسترش نیافته باشد، جراحی می‌تواند منجر به درمان کامل بیماری شود.
در مواردی که تومور متاستاز داده است (به سایر اندام‌ها گسترش یافته)، درمان رادیونوکلئیدی با گیرنده پپتیدی (PRRT) می‌تواند بسیار مؤثر باشد. در این روش، یک رادیونوکلئید مانند لوتتیم-۱۷۷ یا ایتریم-۹۰ به یک آنالوگ سوماتواستاتین (مثل اوکتریوتات یا اوکتریوتاید) متصل می‌شود. این روش نوین، دوز بالایی از پرتو بتا را مستقیماً به تومور می‌رساند و آن را نابود می‌کند.
برخی بیماران نیز به ترکیب شیمی‌درمانی با کپسیتابین و تموزولاماید پاسخ داده‌اند، اما هیچ گزارشی وجود ندارد که نشان دهد این درمان باعث بهبودی کامل در بیماران مبتلا به ویپوما شده باشد.